# Placówka Straży Celnej „Dolina Kościeliska”

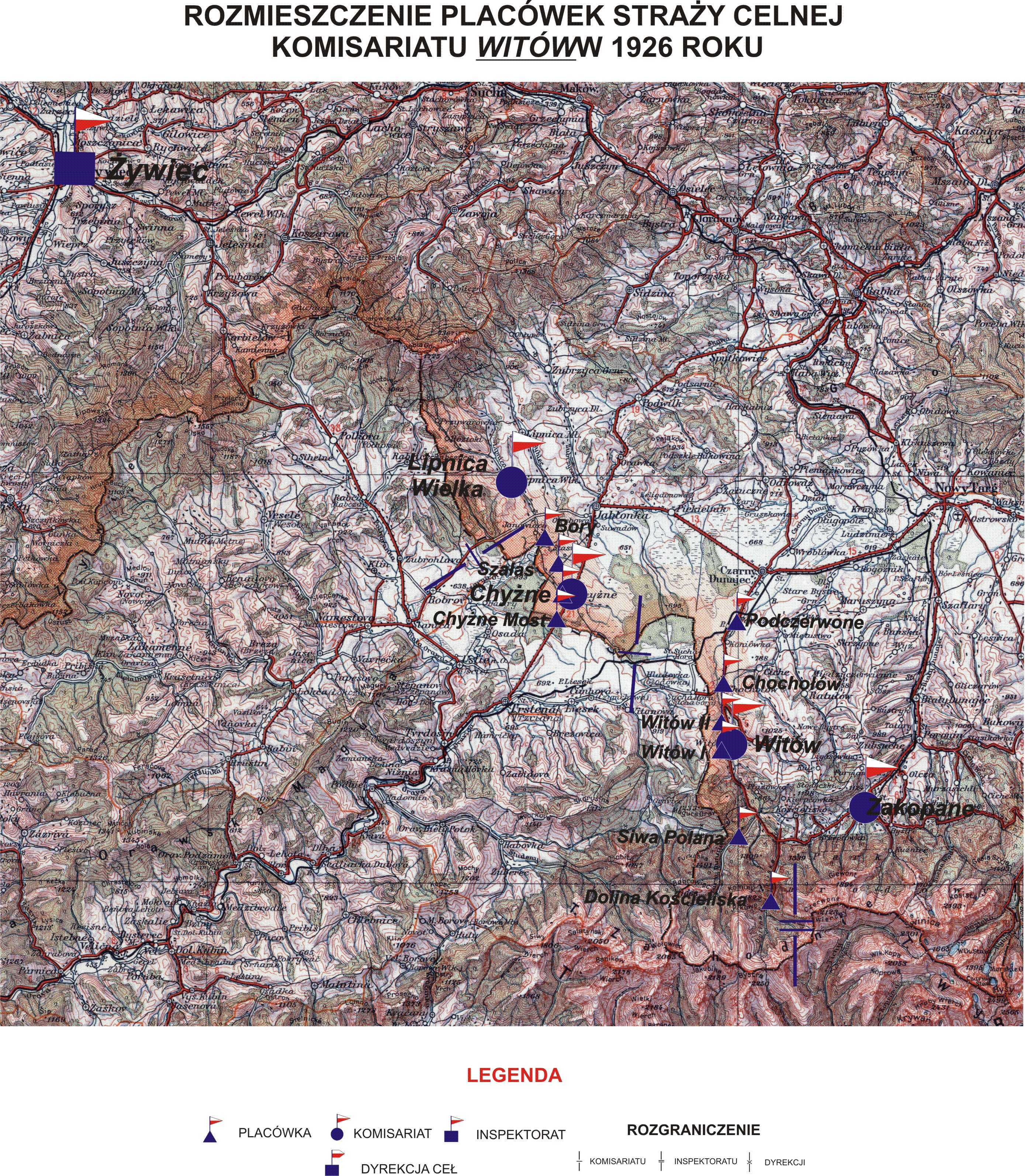
Rozmieszczenie placówek SC Witów w 1926 r.

Placówka Straży Celnej „Dolina Kościeliska” – jednostka organizacyjna Straży Celnej pełniąca w okresie międzywojennym służbę ochronną na granicy polsko-czechosłowackiej.

## Formowanie i zmiany organizacyjne
Na wniosek Ministerstwa Skarbu, uchwałą z 10 marca 1920 roku, powołano do życia Straż Celną. Jednostki Straży Celnej rozpoczęły przejmowanie odcinków granicy od pododdziałów Batalionów Celnych. W 1921 roku w Jabłonce stacjonował sztab 1 kompanii 8 batalionu celnego. Kompania wystawiała między innymi placówkę w Dolinie Kościeliskiej. Proces tworzenia Straży Celnej trwał do końca 1922 roku. Placówka Straży Celnej „Dolina Kościeliska” weszła w podporządkowanie komisariatu Straży Celnej „Witów” z Inspektoratu SC „Żywiec”.
W drugiej połowie 1927 roku przystąpiono do gruntownej reorganizacji Straży Celnej. W praktyce skutkowało to rozwiązaniem tej formacji granicznej. Ochronę północnej, zachodniej i południowej granicy państwa przejęła powołana z dniem 2 kwietnia 1928 roku Straż Graniczna.

## Funkcjonariusze placówki
Kierownicy placówki
| stopień          | imię i nazwisko, numer | okres pełnienia służby | kolejne stanowisko |
| ---------------- | ---------------------- | ---------------------- | ------------------ |
| starszy strażnik | Michał Jeż (260)       | był w 1926             |                    |

Obsada personalna placówki w 1926:
- starszy strażnik Michał Jeż (260)
- strażnik Franciszek Helak (542)
- strażnik Wawrzyniec Dziubek (1321)
- strażnik Stanisław Bodzak (1275)